# Forță de contact

Un corp pe un plan înclinat și schema forțelor care acționează asupra corpului, care arată forța de contact prin care planul înclinat acționează asupra părții inferioare a corpului și descompunerea ei în două componente, o forță normală, N, și o forță tăietoare de frecare, f, împreună cu forța de volum a gravitației, mg, care acționează asupra corpului în centrul de masă

În fizică o forță de contact este orice forță care apare ca urmare a contactului a două obiecte unul cu celălalt. Forțele de contact sunt omniprezente și sunt responsabile pentru cele mai vizibile interacțiuni între corpurile macroscopice. Împingerea unei mașini sau lovirea cu piciorul într-o minge sunt câteva dintre exemplele de zi cu zi în care acționează forțe de contact. În primul caz forța este aplicată în mod continuu mașinii de către o persoană, în timp ce în al doilea caz forța acționează într-un scurt impuls.
Forțele de contact sunt adesea descompuse în componente ortogonale, una perpendiculară pe suprafața (suprafețele) în contact numită forța normală și una paralelă cu suprafața (suprafețele) în contact, numită forța de frecare.
Nu toate forțele sunt forțe de contact; de exemplu, greutatea unui obiect este forța dintre obiect și Pământ, chiar dacă cele două nu sunt în contact. Forțele gravitaționale, forțele electrice și forțele magnetice sunt forțe de volum și pot exista fără contact.

## Originea forțelor de contact
Originea microscopică a forțelor de contact este diversă. Forța normală este rezultatul direct al principiului de excluziune al lui Wolfgang Pauli și nu este o forță adevărată în sine: obiectele obișnuite de fapt nu se ating între ele. Forțele de contact sunt rezultatul interacțiunilor electronilor la sau în apropierea suprafețelor obiectelor. Atomii din cele două suprafețe nu pot pătrunde unul în celălalt fără un consum mare de energie pentru că nu există o stare de energie scăzută pentru care funcția de undă a electronilor de pe cele două suprafețe să se suprapună; astfel nu este necesară nicio forță microscopică pentru a preveni această pătrundere. La un nivel macroscopic astfel de suprafețe pot fi tratate ca un singur obiect, iar două corpuri nu se pătrund unul în celălalt din cauza stabilității materiei, care este din nou o consecință a principiului excluziunii al lui Pauli, dar și a forțelor fundamentale ale naturii: fisurile din corpuri nu se lărgesc din cauza forțelor electromagnetice care creează legăturile chimice între atomi. Atomii înșiși nu se dezintegrează din cauza forțelor electromagnetice dintre electroni și nucleelor, iar nucleele nu se dezintegrează din cauza forțelor nucleare.
În ceea ce privește frecarea, aceasta este rezultatul atât al aderenței microscopice, cât și al formării legăturilor chimice datorită atât forței electromagnetice, cât și a structurilor microscopice care se împing unele în altele. în aceste din urmă fenomene, pentru a permite mișcarea, structurile microscopice trebuie fie să alunece una peste cealaltă, fie trebuie să aibă suficientă energie pentru a se rupe una de cealaltă. Astfel, forța care acționează împotriva mișcării este o combinație a forței normale și a forței necesare pentru a lărgi fisurile microscopice din materie. Ultima forță se datorează și ea interacțiunii electromagnetice. În plus, în interiorul materiei apare o deformare, iar tensiunea rezultată se datorează unei combinații de interacțiuni electromagnetice (deoarece electronii sunt atrași de nuclee și se resping reciproc) și principiul excluziunii lui Pauli, acesta din urmă funcționând similar cazului forței normale.